# Czarnucha (dopływu Strzegomki)
Czarnucha (niem. Schwarz Bach) – potok w południowo-zachodniej Polsce na Pogórzu Wałbrzyskim w Sudetach. 
Potok wypływa  w Książańskim Parku Krajobrazowym i tworzą go dwa potoki mające swoje źródła na północ i południe od wzniesień Wały 415  m n.p.m.  i Gołąźnia 441  m n.p.m. Potoki płyną przez wsie Jaskulin, Cieszów, dalej się łączą i wpływają do Strzegomki.